# 1996年教育法令
1996年教育法令（英語：Education Act 1996）是马来西亚时任教育部部长纳吉·阿都拉萨于1995年12月7日提呈至马来西亚国会下议院，时任教育部副部长卡立尤努斯于同年12月21日提呈至国会上议院，分别于同年12月20日和12月28日获得下议院和上议院两院通过，并于1996年8月1日开始实施的法令。该法令旨在规定教育及其相关事项。

## 立法时间线
| 日期           | 机构         | 事件                                                                     |
| -------------- | ------------ | ------------------------------------------------------------------------ |
| 1995年12月7日  | 国会下议院   | 时任教育部部长纳吉·阿都拉萨将法案提呈至国会下议院首读和辩论。            |
| 1995年12月18日 | 国会下议院   | 国会下议院通过法案二读。                                                 |
| 1995年12月20日 | 国会下议院   | 国会下议院通过法案三读，转交至国会上议院。                               |
| 1995年12月21日 | 国会上议院   | 时任教育部副部长卡立尤努斯将法案提呈至国会上议院首读和辩论。             |
| 1995年12月27日 | 国会上议院   | 国会上议院通过法案二读。                                                 |
| 1995年12月30日 | 国会上议院   | 国会上议院通过法案三读，该法案将会转交至吉隆坡国家皇宫寻求最高元首御准。 |
| 1996年7月15日  | 最高元首     | 时任最高元首端姑查法御准该法案。                                         |
| 1996年8月1日   | 联邦政府宪报 | 法案刊登在联邦政府宪报，成为法令并开始实施。                             |
| 1997年12月31日 | 正式全面生效 | 法令正式全面生效。                                                       |

## 内容
现行的《1996年教育法令》是马来西亚国会于2009年通过《2009年教育（修正）法令》修订，由16个部分、156项条文和一个附表组成。
- 第一部分：初步
- 第二部分：管理
- 第三部分：国家教育咨询委员会
- 第四部分：教育体系
  - 第一章：国民教育体系
  - 第二章：学前教育
  - 第三章：小学教育
  - 第四章：中学教育
  - 第五章：后中学教育
  - 第六章：其他教育机构
  - 第七章：技术教育与理工学院
  - 第八章：特殊教育
  - 第九章：教师教育
  - 第十章：教育机构的宗教教学
  - 第十一章：教育机构的管理
  - 第十二章：提供设施和服务
- 第五部分：评估与考试
- 第六部分：高等教育
- 第七部分：私立教育机构
- 第八部分：教育机构注册
  - 第一章：教育机构注册
  - 第二章：取消注册
  - 第三章：校长和职工的注册
  - 第四章：小学生的注册
  - 第五章：教育部官员对教育机构的检查
- 第九部分：教师注册
  - 第一章：教师注册
  - 第二章：教书许可
  - 第三章：杂项
- 第十部分：学校监察员
  - 第一章：监察员
  - 第二章：总则
- 第十一部分：财务
- 第十二部分：上诉
- 第十三部分：规定
- 第十四部分：违法和罚则
- 第十五部分：杂项
- 第十六部分：过渡与废除
- 附表